# سیمونستون، قلمرو پایتختی استرالیا
سیمونستون (به انگلیسی: Symonston) یک حومه شهر در استرالیا است که در قلمرو پایتختی استرالیا واقع شده‌است.